# Ella Kovacsová
Ella Kovacsová (maďarsky Kovács Ella; * 11. prosince 1964, Luduș, Mureș), je bývalá rumunská atletka, běžkyně, která se specializovala na střední tratě. Je dvojnásobnou halovou mistryní Evropy v běhu na 800 metrů.

## Kariéra
První mezinárodní úspěch zaznamenala v roce 1985 v Pireu, kde vybojovala časem 2:00,51 titul halové mistryně Evropy na osmistovce. O 39 setin sekundy byla v cíli pomaleji Naděžda Olizarenková a brala stříbro. Bronz získala Cristieana Cojocaru, bronzová olympijská medailistka z Los Angeles na trati 400 metrů překážek. O rok později na halovém ME v Madridu doběhla ve finále na 5. místě (2:08,96).
Následné úspěchy vybojovala až v první polovině devadesátých let. Na Mistrovství Evropy v atletice 1990 ve Splitu skončila pátá. V roce 1991 získala bronz na halovém MS v Seville i na světovém šampionátu v Tokiu. O rok později se stala v italském Janově podruhé v kariéře halovou mistryní Evropy a reprezentovala na letních olympijských hrách v Barceloně. Do finále postoupila z druhého semifinálového běhu s nejhorším časem (2:00,89). V něm se zlepšila o necelé tři sekundy a výkonem 1:57,95 obsadila 6. místo.
V roce 1993 skončila na halovém MS v Torontu na 5. místě a na čtvrtém ročníku MS v atletice ve Stuttgartu obhájila bronz z předchozího šampionátu. Ve finále trať zaběhla v čase 1:57,92. Stříbro získala Ruska Ljubov Gurinová (1:57,10) a mistryní světa se stala Mosambičanka Maria Mutolaová, která zvítězila časem 1:55,43. Jednu z posledních medailí, stříbrnou vybojovala v roce 1994 na halovém ME v Paříži. Na Mistrovství světa v atletice 1995 v Göteborgu postoupila z úvodního rozběhu do semifinále. Do finále se však již neprobojovala, když ve druhém semifinálovém běhu skončila na sedmém místě.

### Osobní rekordy
- 800 m (hala) – 1:59,43 – 6. února 1994, Bukurešť
- 800 m – 1:55,68 – 2. června 1985, Bukurešť